# San Bernardino GR
| GR ist das Kürzel für den Kanton Graubünden in der Schweiz. Es wird verwendet, um Verwechslungen mit anderen Einträgen des Namens San Bernardino zu vermeiden. |

San Bernardino ist ein Ort im Schweizer Kanton Graubünden. Er liegt im obersten Teil des Misox, gehört zur Gemeinde Mesocco und ist touristisch sowie landwirtschaftlich geprägt.

## Geographie
Der Ort liegt südlich des San-Bernardino-Passes auf einer Höhe von 1608 Metern am Südportal des 1967 eröffneten San-Bernardino-Tunnels der Autostrasse A13. In San Bernardino wird italienisch gesprochen. Durch San Bernardino fliesst die Moesa, die am Laghetto Moesola auf der Passhöhe des San-Bernardino-Passes entspringt.

### Klima

Historisches Luftbild von Werner Friedli (1953)

Für die Normalperiode 1991–2020 beträgt die Jahresmitteltemperatur 4,3 °C, wobei im Januar mit −3,4 °C die kältesten und im Juli mit 13,2 °C die wärmsten Monatsmitteltemperaturen gemessen werden. Im Mittel sind hier rund 171 Frosttage und 50 Eistage zu erwarten. Sommertage gibt es im Jahresmittel einen, Hitzetage wurden während der Normperiode 1991–2010 keine verzeichnet. Die MeteoSchweiz-Wetterstation liegt auf einer Höhe von 1639 m ü. M.
|                        | Jan  | Feb  | Mär  | Apr  | Mai  | Jun  | Jul  | Aug  | Sep  | Okt  | Nov  | Dez  |   |       |
| Mittl. Temperatur (°C) | −3,4 | −3,1 | −0,3 | 2,7  | 7,0  | 11,2 | 13,2 | 12,9 | 9,0  | 5,0  | 0,4  | −2,6 | ⌀ | 4,4   |
| Mittl. Tagesmax. (°C)  | 0,7  | 1,0  | 3,7  | 6,8  | 11,5 | 15,9 | 18,2 | 17,8 | 13,4 | 9,2  | 4,1  | 1,3  | ⌀ | 8,7   |
| Mittl. Tagesmin. (°C)  | −7,3 | −7,1 | −4,2 | −1,1 | 2,9  | 6,7  | 8,6  | 8,6  | 5,1  | 1,4  | −2,7 | −6,1 | ⌀ | 0,4   |
|                        |      |      |      |      |      |      |      |      |      |      |      |      |   |       |
| Niederschlag (mm)      | 77   | 60   | 81   | 133  | 168  | 172  | 159  | 187  | 162  | 181  | 168  | 88   | Σ | 1636  |
|                        |      |      |      |      |      |      |      |      |      |      |      |      |   |       |
| Sonnenstunden (h/d)    | 3,1  | 3,8  | 4,5  | 4,3  | 4,1  | 4,8  | 5,3  | 5,0  | 4,4  | 3,5  | 2,7  | 2,8  | ⌀ | 4     |
|                        |      |      |      |      |      |      |      |      |      |      |      |      |   |       |
| Regentage (d)          | 7,6  | 6,5  | 8,1  | 10,1 | 14,1 | 12,5 | 12,0 | 12,7 | 10,0 | 11,1 | 10,7 | 8,5  | Σ | 123,9 |
|                        |      |      |      |      |      |      |      |      |      |      |      |      |   |       |
| Luftfeuchtigkeit (%)   | 66   | 63   | 66   | 71   | 73   | 72   | 72   | 75   | 77   | 77   | 74   | 68   | ⌀ | 71,2  |

| −7,3 |

| −7,1 |

| −4,2 |

| −1,1 |

| 2,9 |

| 6,7 |

| 8,6 |

| 8,6 |

| 5,1 |

| 1,4 |

| −2,7 |

| −6,1 |

| −7,3 |

| −7,1 |

| −4,2 |

| −1,1 |

| 2,9 |

| 6,7 |

| 8,6 |

| 8,6 |

| 5,1 |

| 1,4 |

| −2,7 |

| −6,1 |

## Entwicklung
Im Mittelalter hiess die Siedlung Gualdo de Gareda. Gualdo geht womöglich auf das langobardische Wort für «Wald» zurück, Gareda auf einen Personennamen, einen früheren Besitzer. Im 17. Jahrhundert setzte sich als Ortsname der Name des Kirchenpatrons durch, der heilige Bernhardin von Siena.
Der Pass ist einer der ältesten Alpenpässe und wurde schon in der Vorrömerzeit benutzt. Sein früherer Name Mons Avium („Vogelberg“) verblieb dem die Strasse überragenden Piz Uccello. Die 4–7 m breite Strasse wurde 1818–1823 von Chur ausgehend unter der Leitung des Ingenieurs Giulio Pocobelli erbaut. Die Kosten betrugen 3'190'800 Franken, wovon die sardinische Regierung den grössten Teil beitrug.
Die Heilquelle (Stahlbad) wurde schon 1717 vom Naturforscher Johann Jakob Scheuchzer erwähnt und 1898 neu gefasst. Eine vorhandene Sauerquelle wurde in einem ab 1822 gebauten Gast- und Kurhaus genutzt; im Jahr 1825 waren «viele» Mailänder als Kurgäste zugegen.
Anfangs der 1960er-Jahre wurde südlich des Dorfes die Moesa zum Stausee Lago d’Isola gestaut. Nach der Eröffnung des San-Bernardino-Tunnels 1967 erlebte das bisher abgeschieden gelegene Dorf einen Aufschwung. Es setzte eine grosse Bautätigkeit ein, nicht zum Vorteil des Ortsbildes.
Bis 2012 war San Bernardino vor allem als Skigebiet bekannt; es gab 40 Kilometer Skipisten bis auf eine Höhe von 2600 Metern. Die meisten Skilifte waren inzwischen veraltet und seit 2012 geschlossen, weil Investoren fehlten. Das hatte negative Auswirkungen auch auf die Hotellerie, Gewerbe und die gesamte lokale Wirtschaft. Ende Dezember 2023 wurde das Skigebiet Confin mit Hilfe des Investors Stefano Artioli wiedereröffnet.
Artioli hat angekündigt, in einem ersten Schritt rund 100 Millionen Franken zu investieren. Später sollen sich auch andere Investoren engagieren.
Den Langläufern stehen 25 km Loipe (klassisch und Skating) zur Verfügung. Sie führen durch den Nadelwald, der den Ort umgibt. Südlich des Dorfes liegt der kleine Moorsee Lago Dosso.

## Mineralwasserquelle
Dass die Mineralwasserquelle San Bernardinos bereits den Römern bekannt war, beweisen Holztröge, die 1860 bei Bauarbeiten bei der Quelle gefunden wurden. 1717 wurde das Wasser von Johann Jakob Scheuchzer untersucht und danach als Heilmittel zugelassen. 1829 wurde ein Bau errichtet, um die Quelle zu schützen; 1860 wurde das Gebäude ausgebaut.
Das Mineralwasser San Bernardinos ist bikarbonat-, sulfat-, kalk- und magnesiumhaltig. Die Temperatur des Quellwassers liegt zwischen 8.5 und 9 °C. Heute wird dem Mineralwasser San Bernardino vor dem Abfüllen Eisen entzogen. Das Wasser kann vor dem Gebäude, in dem die Quelle gefasst wird, direkt ab einem Hahn getrunken werden.

## Sehenswürdigkeiten
- Die Kapelle San Bernardino oberhalb des Dorfes wurde 1467 erstmals erwähnt. Erbaut wurde sie wohl nach der Heiligsprechung von Bernardino von Siena auf Veranlassung des Grafen Heinrich von Sax-Misox.[12][13]
- Die katholische Kirche San Bernardino wurde zwischen 1867 und 1897 von Architekten G. Gloria aus Mailand erbaut und 1897 geweiht. Sie stellt eine Nachahmung der Basilika San Carlo al Corso (Mailand) dar. Beachtenswert ist das mit Steinplatten gedeckte Kuppeldach.[14][13]
- Cascellabrücke und Naninbrücke (1966–1968)[15]
- Das Hospiz, erbaut 1824–1825[16][13]

## Persönlichkeiten
- Giovanni Jauch (1806–1877), Politiker.
- Alessandro Torriani (1924–2002), Offizier, Instruktionsoffizier der Infanterie, Brigadier und ehemaliger Kommandant der Territorialzone 9.

## Bilder

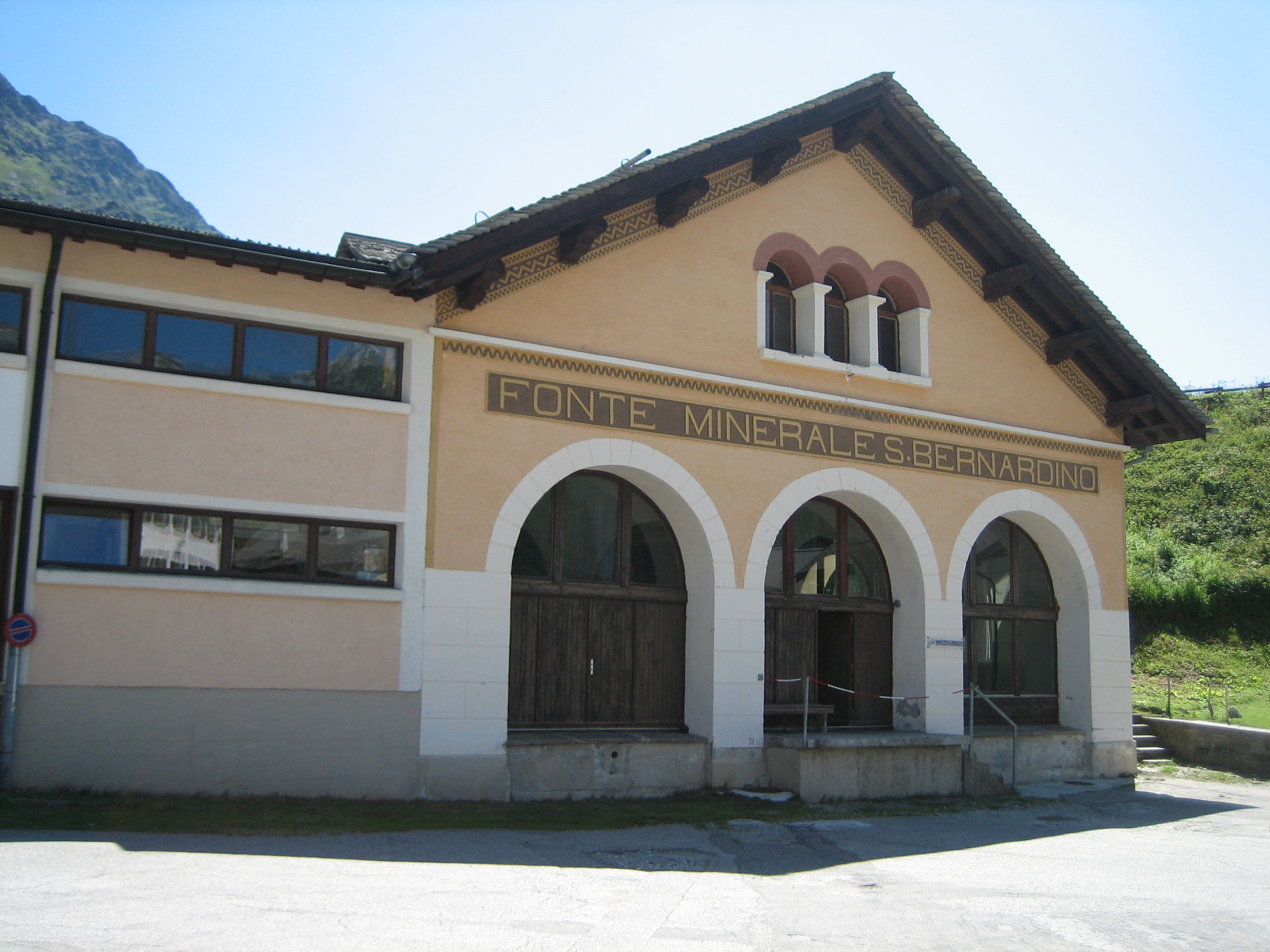
Mineralwasserquelle
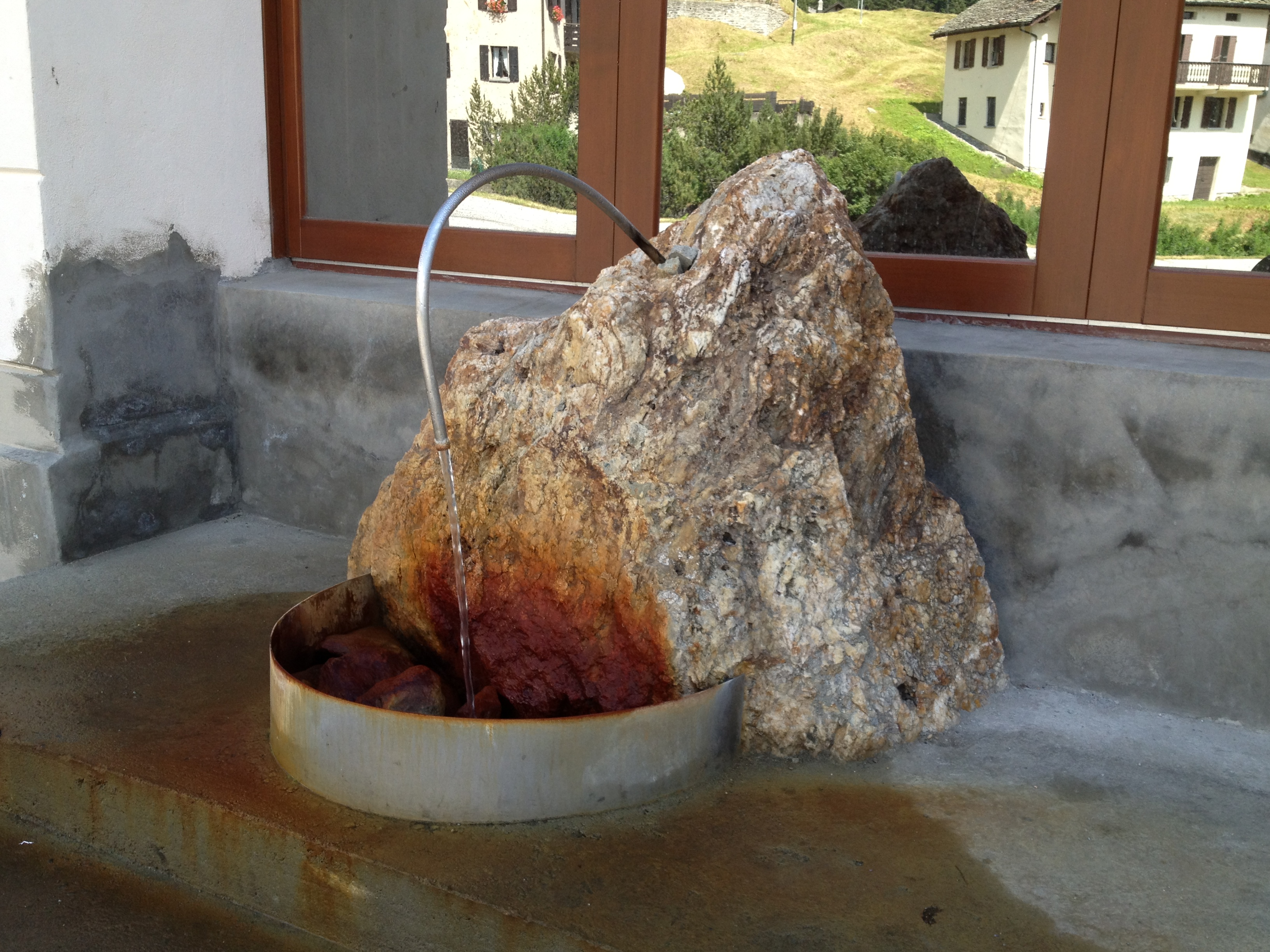
Trinkbrunnen
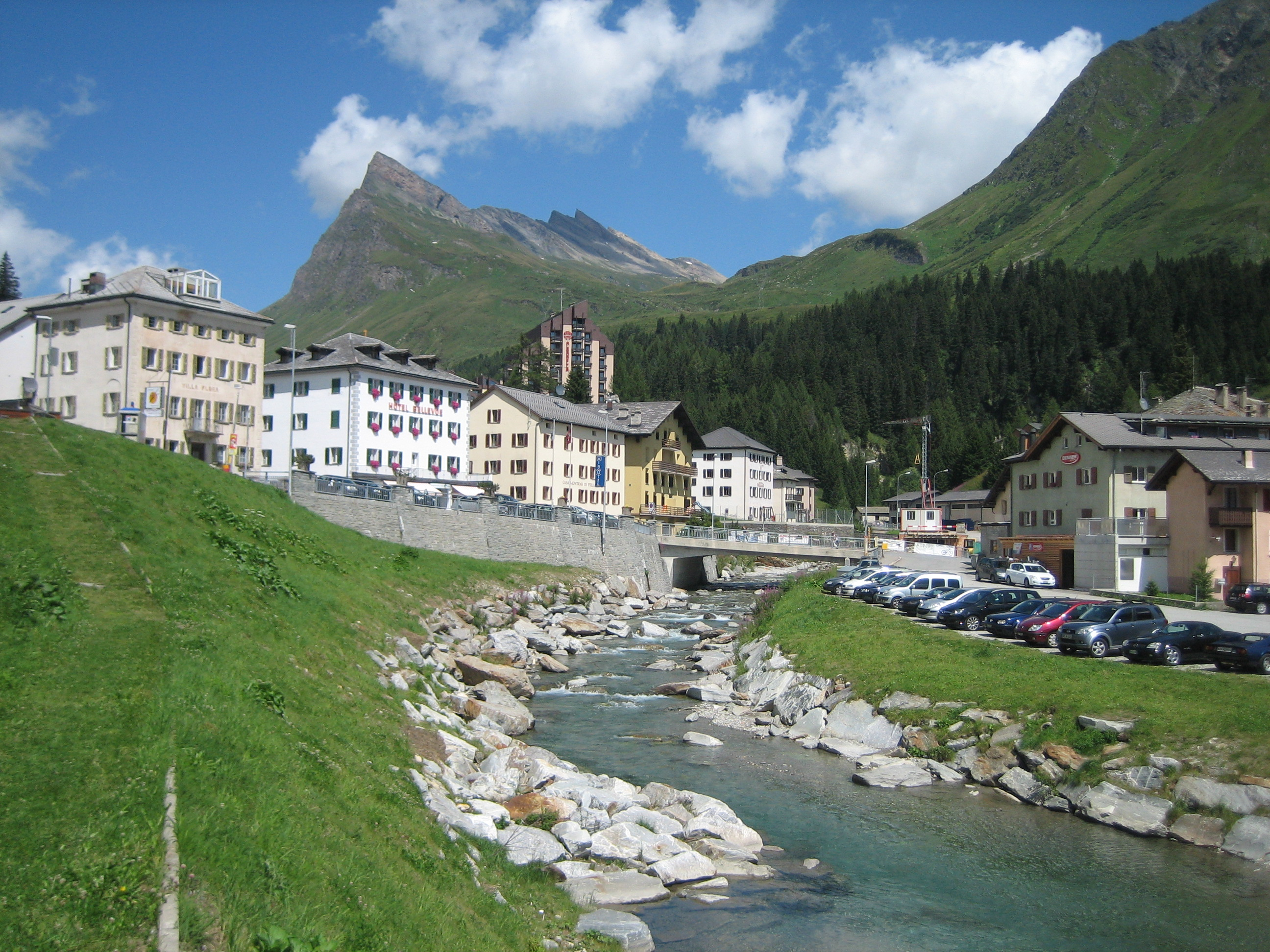
Blick auf das Dorf an der Moesa Im Hintergrund der Piz Uccello
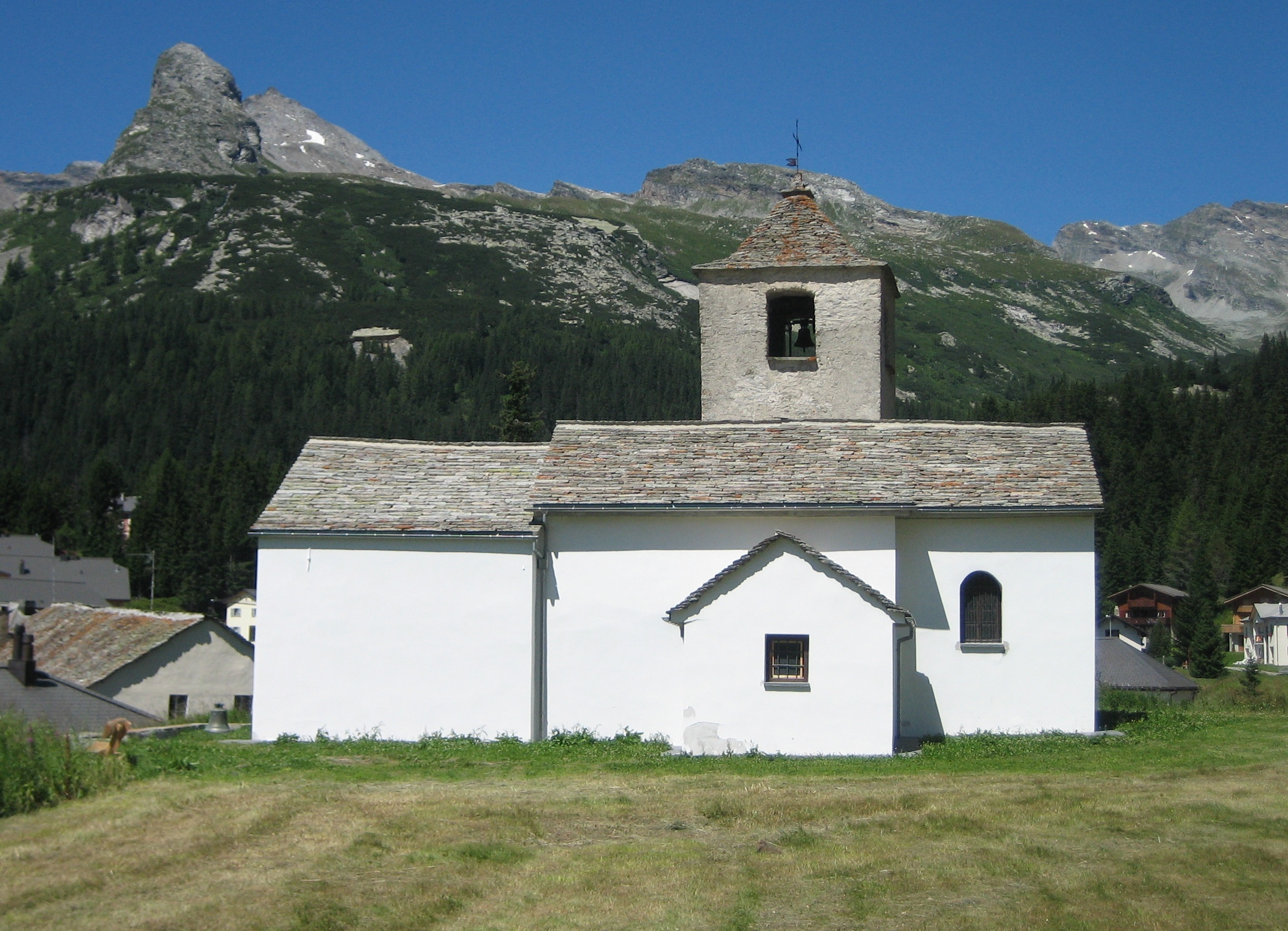
Kapelle
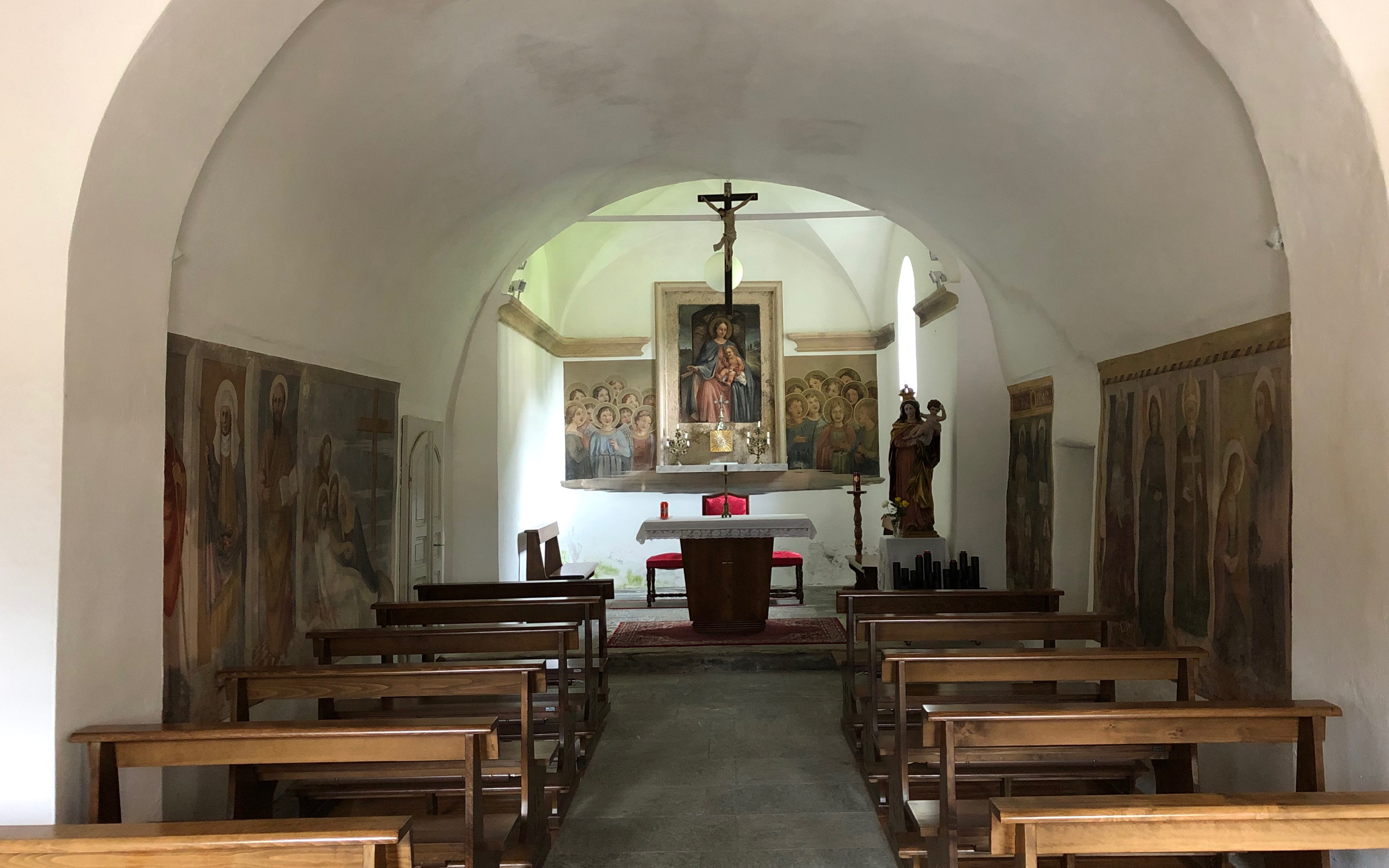
Innenraum der Kapelle
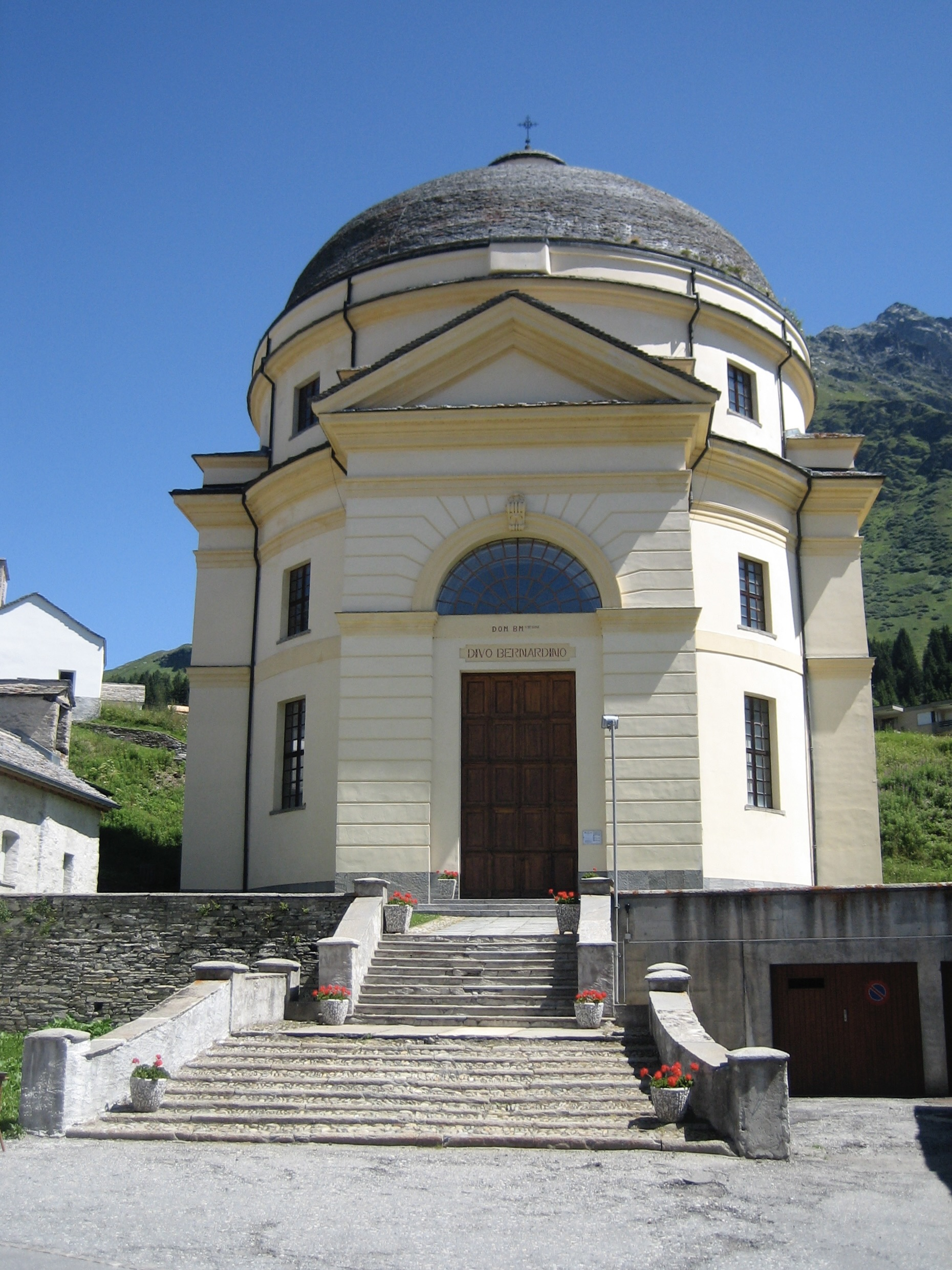
Kirche
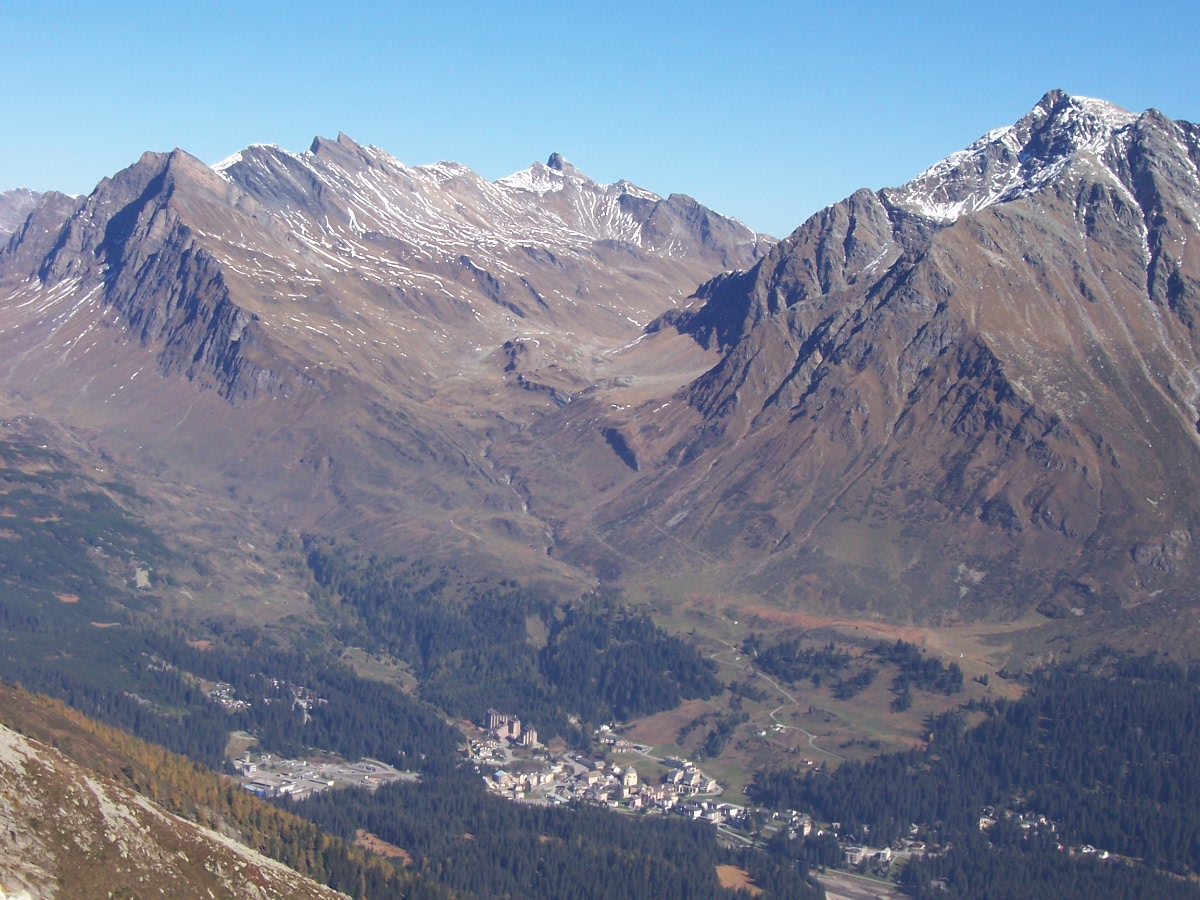
Blick vom Motton, Alp de Confin, über San Bernardino ins Val Vignun mit Piz Cavriola und Piz de la Lumbreida
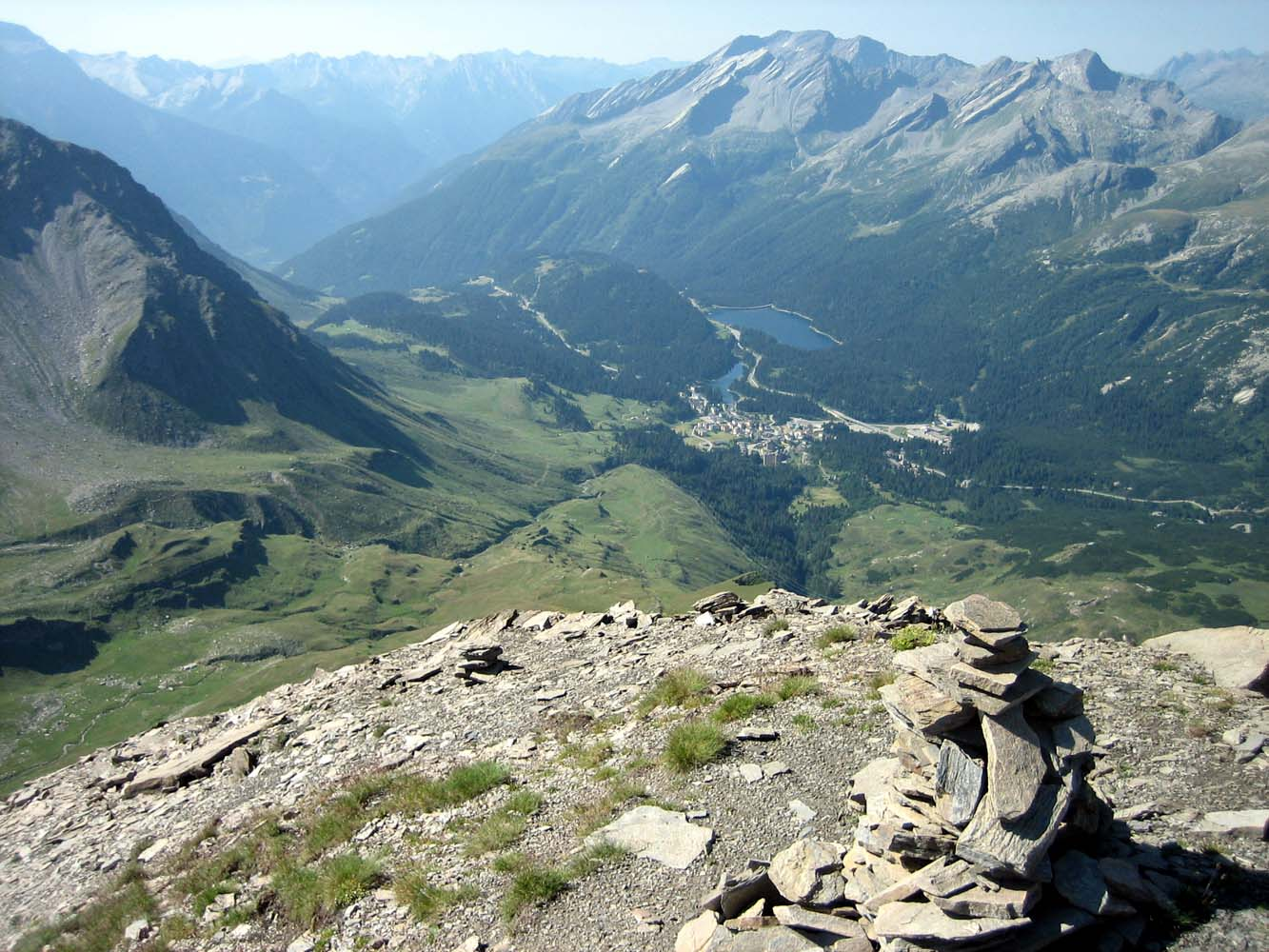
Blick vom Piz Uccello über San Bernardino nach Süden ins Misox
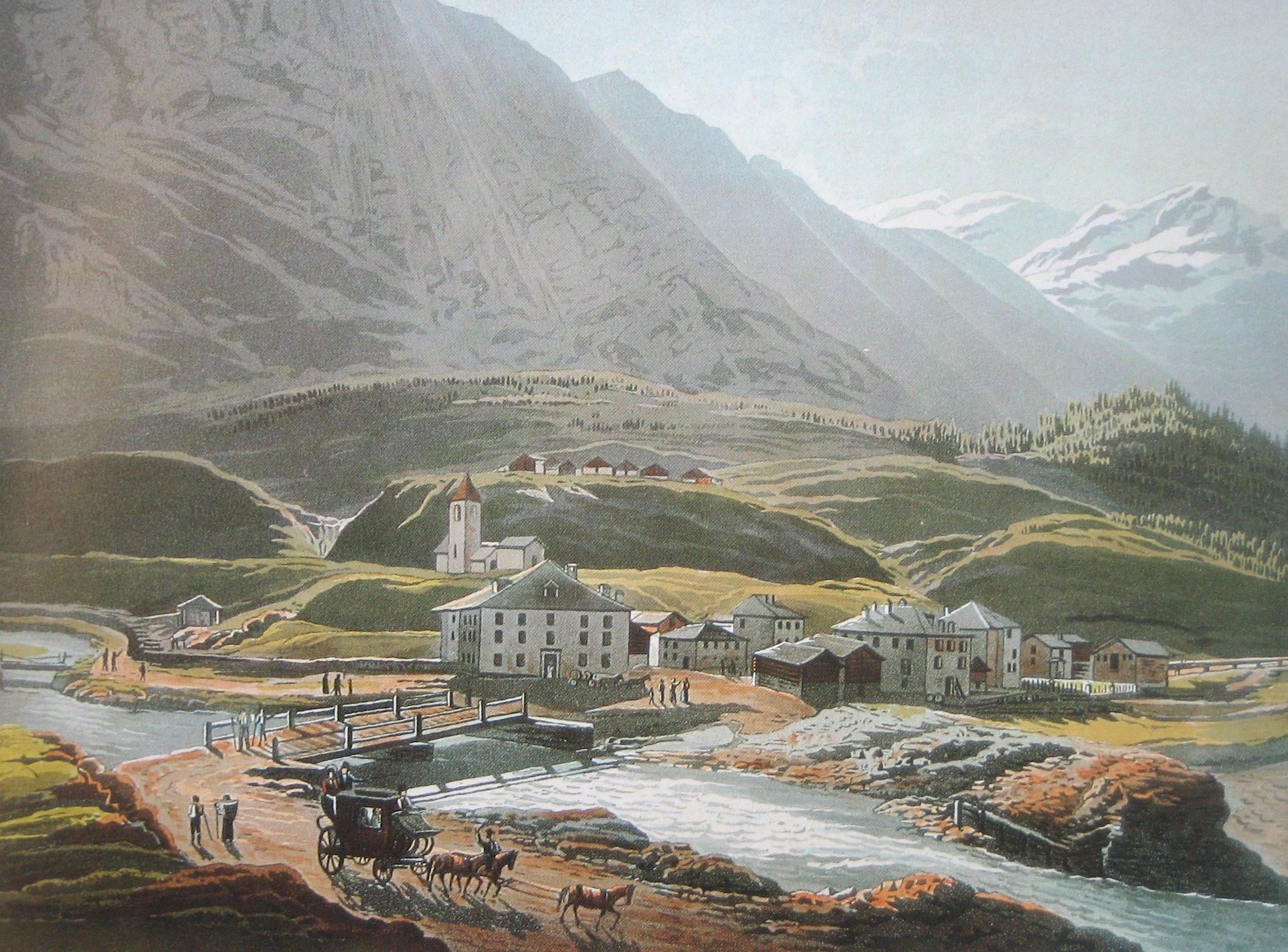
San Bernardino um 1825
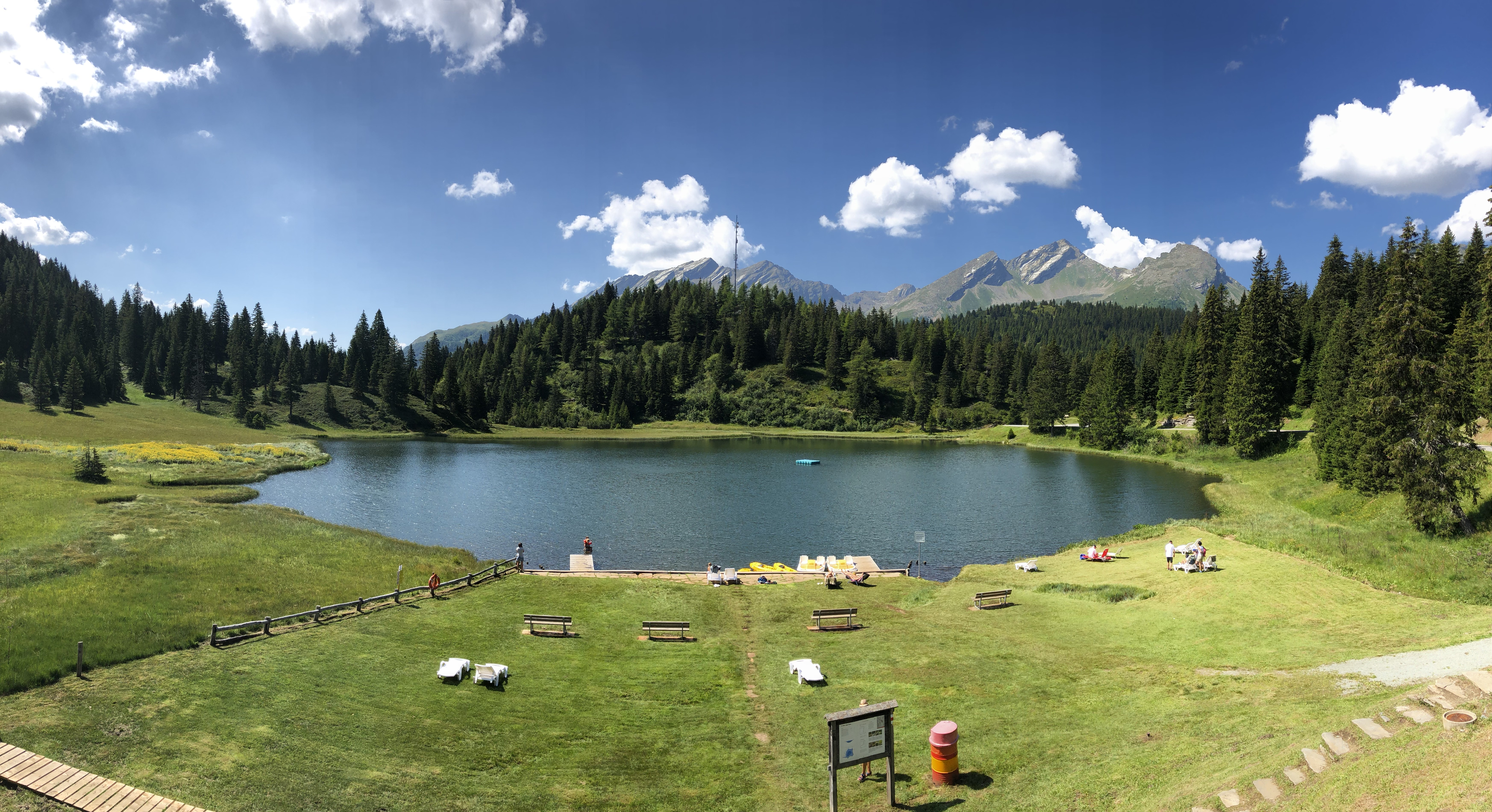
Lago d’Osso